# بيلي هندرسون (مغني)
بيلي هندرسون (بالإنجليزية: Billy Henderson)‏ هو مغني وكاتب أغاني أمريكي، ولد في 9 أغسطس 1939 في إنديانابوليس في الولايات المتحدة، وتوفي في 2 فبراير 2007 في دايتونا بيتش في الولايات المتحدة بسبب السكري.

## وصلات خارجية
- بيلي هندرسون على موقع IMDb (الإنجليزية)
- بيلي هندرسون على موقع ميوزك برينز (الإنجليزية)
- بيلي هندرسون على موقع ديسكوغز (الإنجليزية)